# Weyls lemma (Laplaces ekvation)
Inom matematiken är Weyls lemma, uppkallad efter Hermann Weyl, ett resultat som säger att varje svag lösning av Laplaces ekvation är en glatt lösning. Detta kan jämföras med vågekvationen som har svaga lösningar som inte är glatta. 

## Lemmat
Låt {\displaystyle \Omega } vara en öppen delmängd av det {\displaystyle n}-dimensionella euklidiska rummet {\displaystyle \mathbb {R} ^{n}}, och låt {\displaystyle \Delta } beteckna Laplaceoperatorn. Weyls lemma säger att om en lokalt integrerbar funktion {\displaystyle u\in L_{\mathrm {loc} }^{1}(\Omega )} är en svag lösning av Laplaces ekvation i betydelsen
{\displaystyle \int _{\Omega }u(x)\Delta \phi (x)\,dx=0}
för varje glatt testfunktion {\displaystyle \phi \in C_{c}^{\infty }(\Omega )} med kompakt stöd, så är {\displaystyle u}(efter korrektion på en nollmängd) glatt, det vill säga {\displaystyle u\in C^{\infty }(\Omega )}, och uppfyller {\displaystyle \Delta u=0} punktvis i {\displaystyle \Omega }.
Av resultatet följer regularitet av harmoniska funktioner över {\displaystyle \Omega }, men säger inget om deras regularitet vid randen {\displaystyle \partial \Omega }.